# ابن الوزان القيرواني
أبو القاسم إبراهيم بن عثمان ابن الوزان القيرواني (270 هـ - 346 هـ / 883م - 957م) أديب، ولغوي، وعالم بالنحو واللغة من أهل القيروان في المغرب، ولد في سنة (270 هـ-883م) بالقيروان ونشأ فيها في عهد الدولة الأغلبية في عهد ملكها إبراهيم بن أحمد الأغلبي قال شمس الدين الذهبي: «كان ابن الوزان إمام النحو وفريد عصره، وكان بعض العلماء يفضله على ثعلب النحوي والمبرد».
قال ياقوت الحموي: «كان فقيها على مذهب العراقيين وإماما في النحو واللغة العربية والعروض غير مدافع، وانتهى إليه العلم في زمانه وكان يحفظ كتاب العين للخليل بن أحمد، وكتاب غريب المصنف لأبي عبيد، وكتاب إصلاح المنطق لابن السكيت وغيرها من كتب اللغة، وحفظ قبلها كتاب سيبويه ثم كتاب الفراء، وكان له تصانيف كثيرة في النحو واللغة».  توفي في القيروان في شهر محرم عام 346 هـ في زمن الدولة الفاطمية.